# Бернар Укейве
Бернар Укейве (фр. Bernard Ukeiwé, нар. 24 червня 1953 — пом. 23 липня 2008) — новокаледонський футболіст, який грав на позиції захисника, та новокаледонський політик. Як футболіст Укейве грав у складі збірноїй Нової Каледонії на Кубку націй ОФК 1973 року. Він є сином сенатора Діка Укейве, і, хоча за національністю він був канаком, він, як і батько, виступав проти незалежності Нової Каледонії від Франції. Після того, як його батько відійшов від політики, Бернар Укейве продовжив справу батька, та став віце-президентом місцевого осередку партії «Об'єднання — Союз за Народний Рух». У 2007 році Укейве став помічником депутата парламенту, а в березні 2008 року він став заступником мера Нумеа. У липні 2008 року Бернар Укейве раптово помер від серцевого нападу.